# NGC 6304
NGC 6304 is een bolvormige sterrenhoop in het sterrenbeeld Slangendrager. Het hemelobject werd op 30 april 1786 ontdekt door de Britse astronoom William Herschel.

## Synoniemen
- GCL 56
- ESO 454-SC2